# Diocesi di Talibon
La diocesi di Talibon (in latino: Dioecesis Talibonensis) è una sede della Chiesa cattolica nelle Filippine suffraganea dell'arcidiocesi di Cebu. Nel 2022 contava 635.144 battezzati su 762.643 abitanti. È retta dal vescovo Daniel Patrick Yee Parcon.

## Territorio
La diocesi comprende parte della provincia filippina di Bohol.
Sede vescovile è la città di Talibon, dove si trova la cattedrale della Santissima Trinità.
Il territorio si estende su 2.243 km² ed è suddiviso in 49 parrocchie.

## Storia
La diocesi è stata eretta il 9 gennaio 1986 con la bolla Apostolica Sedes di papa Giovanni Paolo II, ricavandone il territorio dalla diocesi di Tagbilaran.

## Cronotassi dei vescovi
Si omettono i periodi di sede vacante non superiori ai 2 anni o non storicamente accertati.
- Christian Vicente Fernandez Noel † (6 settembre 1986 - 3 giugno 2014 ritirato)
- Daniel Patrick Yee Parcon, dal 3 giugno 2014

## Statistiche
La diocesi nel 2022 su una popolazione di 762.643 persone contava 635.144 battezzati, corrispondenti all'83,3% del totale.
| anno | popolazione | popolazione | popolazione | presbiteri | presbiteri | presbiteri | presbiteri                | diaconi | religiosi | religiosi | parrocchie |
| anno | battezzati  | totale      | %           | numero     | secolari   | regolari   | battezzati per presbitero | diaconi | uomini    | donne     | parrocchie |
| ---- | ----------- | ----------- | ----------- | ---------- | ---------- | ---------- | ------------------------- | ------- | --------- | --------- | ---------- |
| 1990 | 456.828     | 460.928     | 99,1        | 30         | 30         |            | 15.227                    |         |           |           | 22         |
| 1999 | 491.839     | 533.868     | 92,1        | 48         | 47         | 1          | 10.246                    |         | 1         | 44        | 26         |
| 2000 | 491.839     | 533.868     | 92,1        | 51         | 50         | 1          | 9.643                     |         | 1         | 45        | 26         |
| 2001 | 531.100     | 574.118     | 92,5        | 55         | 54         | 1          | 9.656                     |         | 1         | 48        | 29         |
| 2002 | 543.500     | 590.770     | 92,0        | 54         | 53         | 1          | 10.064                    |         | 1         | 49        | 29         |
| 2003 | 560.096     | 608.800     | 92,0        | 64         | 63         | 1          | 8.751                     |         | 1         | 49        | 32         |
| 2004 | 572.844     | 621.860     | 92,1        | 66         | 65         | 1          | 8.679                     |         | 35        | 39        | 33         |
| 2010 | 648.827     | 708.761     | 91,5        | 69         | 69         |            | 9.403                     |         |           | 53        | 37         |
| 2014 | 705.466     | 766.669     | 92,0        | 78         | 78         |            | 9.044                     |         |           | 53        | 39         |
| 2017 | 731.800     | 792.300     | 92,4        | 79         | 79         |            | 9.263                     |         |           | 65        | 40         |
| 2020 | 792.431     | 850.770     | 93,1        | 89         | 89         |            | 8.903                     |         | 62        | 67        | 48         |
| 2022 | 635.144     | 762.643     | 83,3        | 86         | 86         |            | 7.385                     |         | 28        | 67        | 49         |